# Petros Wulgaris
Petros Wulgaris (gr. Πέτρος Βούλγαρης; ur. 13 września 1883 w Hydrze, zm. 26 listopada 1957 w Atenach) – grecki wojskowy i polityk, premier Grecji w roku 1945, minister lotnictwa (1943-1944), minister spraw wewnętrznych (1945).

## Życiorys
Był synem Jeorjosa Wulgarisa i Archonto z d. Vatsaksi. W 1903 ukończył szkołę dla chorążych marynarki wojennej. Brał udział w wojnach bałkańskich, służąc na niszczycielu. W czasie I wojny światowej dowodził kutrem torpedowym Thetis, a następnie niszczycielem Velos. Od 1916 przebywał w Salonikach. Zdemobilizowany po raz pierwszy w 1924. Po upadku Pangalosa powrócił do czynnej służby, z której odszedł ponownie w 1935. W czasie II wojny światowej wyjechał na Bliski Wschód, by objąć stanowisko ministra lotnictwa w działającym na uchodźstwie rządzie Emanuila Tsuderosa. W 1943 przeszedł w stan spoczynku w stopniu kontradmirała, ale już rok później powrócił do służby jako wiceadmirał. W latach 1944-1945 dowodził grecką flotą. W 1945 stanął na czele rządu, który musiał zmierzyć się z galopującą inflacją, paraliżującą grecką gospodarkę. Sytuację finansową miał uzdrowić minister finansów Kirakos Warwaressos, a strategicznym partnerem rządu stawała się Wielka Brytania.
Zmarł w Atenach w roku 1957.